# Юнас Бергквіст
Юнас Бергквіст (швед. Jonas Bergqvist, нар. 26 вересня 1962, Гесслегольм) — колишній шведський хокеїст, що грав на позиції крайнього нападника. Грав за збірну команду Швеції.
Олімпійський чемпіон та триразовий чемпіон світу. 

## Ігрова кар'єра
Хокейну кар'єру розпочав на батьківщині 1981 року виступами за команду «Лександ».
1988 року був обраний на драфті НХЛ під 126-м загальним номером командою «Калгарі Флеймс». 
Протягом професійної клубної ігрової кар'єри, що тривала 19 років, захищав кольори команд «Лександ», «Калгарі Флеймс», «Мангейм» та «Фельдкірх».
Був гравцем молодіжної збірної Швеції, у складі якої брав участь у 7 іграх. Виступав за національну збірну Швеції, провів 107 ігор в її складі.

## Нагороди
Чемпіон Альпенліги в складі клубу «Фельдкірх» — 1999.

## Статистика

### Клубні виступи
| Сезон              | Клуб                    | Ліга               | Регулярний сезон | Регулярний сезон | Регулярний сезон | Регулярний сезон | Регулярний сезон | Плей-оф | Плей-оф | Плей-оф | Плей-оф | Плей-оф |
| Сезон              | Клуб                    | Ліга               | І                | Г                | П                | О                | ШХ               | І       | Г       | П       | О       | ШХ      |
| ------------------ | ----------------------- | ------------------ | ---------------- | ---------------- | ---------------- | ---------------- | ---------------- | ------- | ------- | ------- | ------- | ------- |
| 1981–82            | «Лександ»               | Елітсерія          | 33               | 6                | 7                | 13               | 10               | —       | —       | —       | —       | —       |
| 1982–83            | «Лександ»               | Елітсерія          | 35               | 8                | 11               | 19               | 20               | —       | —       | —       | —       | —       |
| 1983–84            | «Лександ»               | Елітсерія          | 29               | 11               | 11               | 22               | 16               | —       | —       | —       | —       | —       |
| 1984–85            | «Лександ»               | Елітсерія          | 35               | 11               | 11               | 22               | 16               | —       | —       | —       | —       | —       |
| 1985–86            | «Лександ»               | Елітсерія          | 36               | 16               | 21               | 37               | 16               | —       | —       | —       | —       | —       |
| 1986–87            | «Лександ»               | Елітсерія          | 39               | 9                | 11               | 20               | 26               | —       | —       | —       | —       | —       |
| 1987–88            | «Лександ»               | Елітсерія          | 37               | 19               | 12               | 31               | 32               | 3       | 0       | 0       | 0       | 0       |
| 1988–89            | «Лександ»               | Елітсерія          | 27               | 15               | 20               | 35               | 18               | 10      | 4       | 3       | 7       | 2       |
| 1989–90            | «Калгарі Флеймс»        | НХЛ                | 22               | 2                | 5                | 7                | 10               | —       | —       | —       | —       | —       |
| 1989–90            | «Солт-Лейк Голден Іглс» | ІХЛ                | 13               | 6                | 10               | 16               | 4                | —       | —       | —       | —       | —       |
| 1990–91            | «Мангейм»               | 1 Бундесліга       | 36               | 16               | 23               | 39               | 22               | 3       | 0       | 0       | 0       | 4       |
| 1991–92            | «Лександ»               | Елітсерія          | 22               | 11               | 10               | 21               | 4                | —       | —       | —       | —       | —       |
| 1992–93            | «Лександ»               | Елітсерія          | 39               | 15               | 23               | 38               | 40               | 2       | 0       | 0       | 0       | 0       |
| 1993–94            | «Лександ»               | Елітсерія          | 35               | 12               | 23               | 35               | 29               | —       | —       | —       | —       | —       |
| 1994–95            | «Лександ»               | Елітсерія          | 33               | 17               | 12               | 29               | 16               | 4       | 0       | 0       | 0       | 4       |
| 1995–96            | «Лександ»               | Елітсерія          | 37               | 16               | 14               | 30               | 30               | 5       | 2       | 1       | 3       | 0       |
| 1996–97            | «Лександ»               | Елітсерія          | 38               | 13               | 16               | 29               | 22               | 9       | 4       | 2       | 6       | 12      |
| 1997–98            | «Лександ»               | Елітсерія          | 31               | 14               | 19               | 33               | 18               | 3       | 0       | 1       | 1       | 8       |
| 1998–99            | «Фельдкірх»             | Альпенліга         | 29               | 17               | 21               | 38               | 24               | —       | —       | —       | —       | —       |
| 1998–99            | «Фельдкірх»             | Австрія            | 17               | 5                | 5                | 10               | 4                | —       | —       | —       | —       | —       |
| Усього в Елітсерії | Усього в Елітсерії      | Усього в Елітсерії | 503              | 193              | 221              | 414              | 323              | 36      | 10      | 7       | 17      | 26      |

### Збірна
| Рік                | Команда            | Турнір             | І   | Г  | П  | О  | ШХ |
| ------------------ | ------------------ | ------------------ | --- | -- | -- | -- | -- |
| 1982               | Швеція             | МЧС                | 7   | 4  | 5  | 9  | 9  |
| 1986               | Швеція             | ЧС                 | 10  | 4  | 3  | 7  | 12 |
| 1987               | Швеція             | ЧС                 | 9   | 1  | 3  | 4  | 4  |
| 1987               | Швеція             | КК                 | 6   | 2  | 0  | 2  | 4  |
| 1988               | Швеція             | ОІ                 | 8   | 3  | 0  | 3  | 4  |
| 1989               | Швеція             | ЧС                 | 10  | 3  | 2  | 5  | 4  |
| 1991               | Швеція             | ЧС                 | 9   | 4  | 2  | 6  | 8  |
| 1991               | Швеція             | КК                 | 6   | 0  | 1  | 1  | 0  |
| 1993               | Швеція             | ЧС                 | 8   | 3  | 1  | 4  | 14 |
| 1994               | Швеція             | ОІ                 | 8   | 1  | 3  | 4  | 4  |
| 1994               | Швеція             | ЧС                 | 8   | 3  | 5  | 8  | 4  |
| 1995               | Швеція             | ЧС                 | 5   | 1  | 0  | 1  | 0  |
| 1996               | Швеція             | ЧС                 | 6   | 4  | 0  | 4  | 0  |
| 1996               | Швеція             | КС                 | 4   | 1  | 0  | 1  | 2  |
| 1998               | Швеція             | ЧС                 | 10  | 2  | 0  | 2  | 6  |
| Молодіжна збірна   | Молодіжна збірна   | Молодіжна збірна   | 7   | 4  | 5  | 9  | 9  |
| Національна збірна | Національна збірна | Національна збірна | 107 | 32 | 20 | 52 | 66 |